# Mami Higashiyama
Mami Higashiyama (東山麻美 Higashiyama Mami?) (Himeji, Japón; 11 de junio de 1977) es una cantante y actriz japonesa, conocida por su rol de Miku Imamura y Mega Pink en la serie Super Sentai Denji Sentai Megaranger, emitido en 1997. Está afiliada a la agencia de talentos Sun Music Brain.

## Filmografía selecta

### Anime
- Earth Maiden Arjuna (2001): Juna Ariyoshi/Arjuna
- Wangan Midnight (2007): Mika Murakami (episodios 16 y 19)
- Shikabane Hime: Kuro (2009): Hibiki Shijou (episodios 9, 11 y 12)

### Televisión
- Denji Sentai Megaranger (1997–1998): Miku Imamura/Mega Pink
- GōGō Sentai Bōkenger (2006): Kei (episodios 19 y 20)

### Películas
- Denji Sentai Megaranger vs. Carranger (13 de marzo de 1998): Miku Imamura/Mega Pink
- Seijū Sentai Gingaman vs. Megaranger (12 de marzo de 1999): Miku Imamura/Mega Pink
- Hyakujū Sentai Gaoranger vs. Super Sentai (10 de agosto de 2001): Miku Imamura/Mega Pink
- Mondai no nai watashitachi (2004)